# Анута (мова)
Мова Анута або анутанська мова (самоназва te taranga paka-Anuta) є мовою мешканців острова Анута, що входить до складу Соломонових островів. Мова анута належить до футунською гілки західно-полінезійських та периферійних мов Полінезійської групи. Мовою анута говорять усі мешканці острова, тобто близько 300 осіб, а найбільш спорідненою з нею є мова тікопіа сусіднього острова з одноіменною назвою.

## Загальні відомості
Найцікавішою особливістю мови анута є невелика кількість приголосних звуків - лише 8 фонем. Мала кількість приголосних в анутанській ймовірно є результатом фонемічної редукції (тобто злиття та втрат), в результаті якої було втрачено всі три глухі фрикативи та гортанне зімкнення прото-полінезійської (який зазвичай позначають ´q´). Зокрема в анутанській /p, f/ злилися в /p/, звуки /t, s/ злилися в /t/, а /r, l/ стали /r/. Гортанне зімкнення та /h/ втратилися. Крім того /s/ в деяких позиціях теж зник. На додачу прото-полінезійське /w/ в анутанській перетворилося на /v/ і є єдиним фрикативом мови.
З іншого боку система голосних анутанської зберегла звичайний для полінезійських мов склад і має п'ять основних голосних звуків та їх довгі варіанти.
Наголос в мові анута досить часто припадає на перший склад. Нехтуючи випадінням голосних та пов'язаними з цим процесами, структуру складу анутанської можна узагальнити як (C)V(:).
Порядок слів в анутанській може бути досить довільним, проте порядок SVO (підмет-присудок-додаток) переважає.
Словниковий запас мови анута останнім часом зазнає змін під впливом мови тікопіа, піджину та англійської. Наприклад анутанське mana ('батькоʼ як у прямому значенні так і у формі звертання) часто заміняється на  taati  (від англ. 'daddy' - 'батькоʼ).

## Алфавіт та вимова

### Голосні
Aa [a]  
Ee [ɛ]  
Ii [i] 
Oo [ɔ] 
Uu [u]

### Приголосні
Pp [p~f]  
Tt [t~s]  
Kk [k]  
Mm [m]
Nn [n]
Ng ng [ŋ]
Vv [v~w]
Rr [r~l]

## Ресурси
Список з 200 слів міститься у базі даних базового словника Австронезійських мов.